# Ingaröfjärden
Ingaröfjärden är en långsmal fjärd i Stockholms inre skärgård. Den sträcker sig från Nämdöfjärden och in mot Saltsjöbaden och Baggensfjärden. Dess norra sida utgörs av Ingarö och i söder skiljs den från Erstaviken av Älgö, Gåsö och Ägnö.
Ingaröfjärden är en del av farleden från Nämdöfjärden till Baggensfjärden som genom sin fortsättning genom Baggensstäket och Skurusundet leder fram till huvudstaden.
| Ingaröfjärden vid Björkvik på Ingarö. |  | Ingaröfjärden från sydost. Grisselholmen till vänster och Johannesdal på Ingarö till höger. |
| Ingaröfjärden vid Björkvik på Ingarö. |  | Ingaröfjärden från sydost. Grisselholmen till vänster och Johannesdal på Ingarö till höger. |